# Shawn Horcoff
Shawn Horcoff (Trail, 17 settembre 1978) è un dirigente sportivo ed ex hockeista su ghiaccio canadese.